# Zęby mleczne

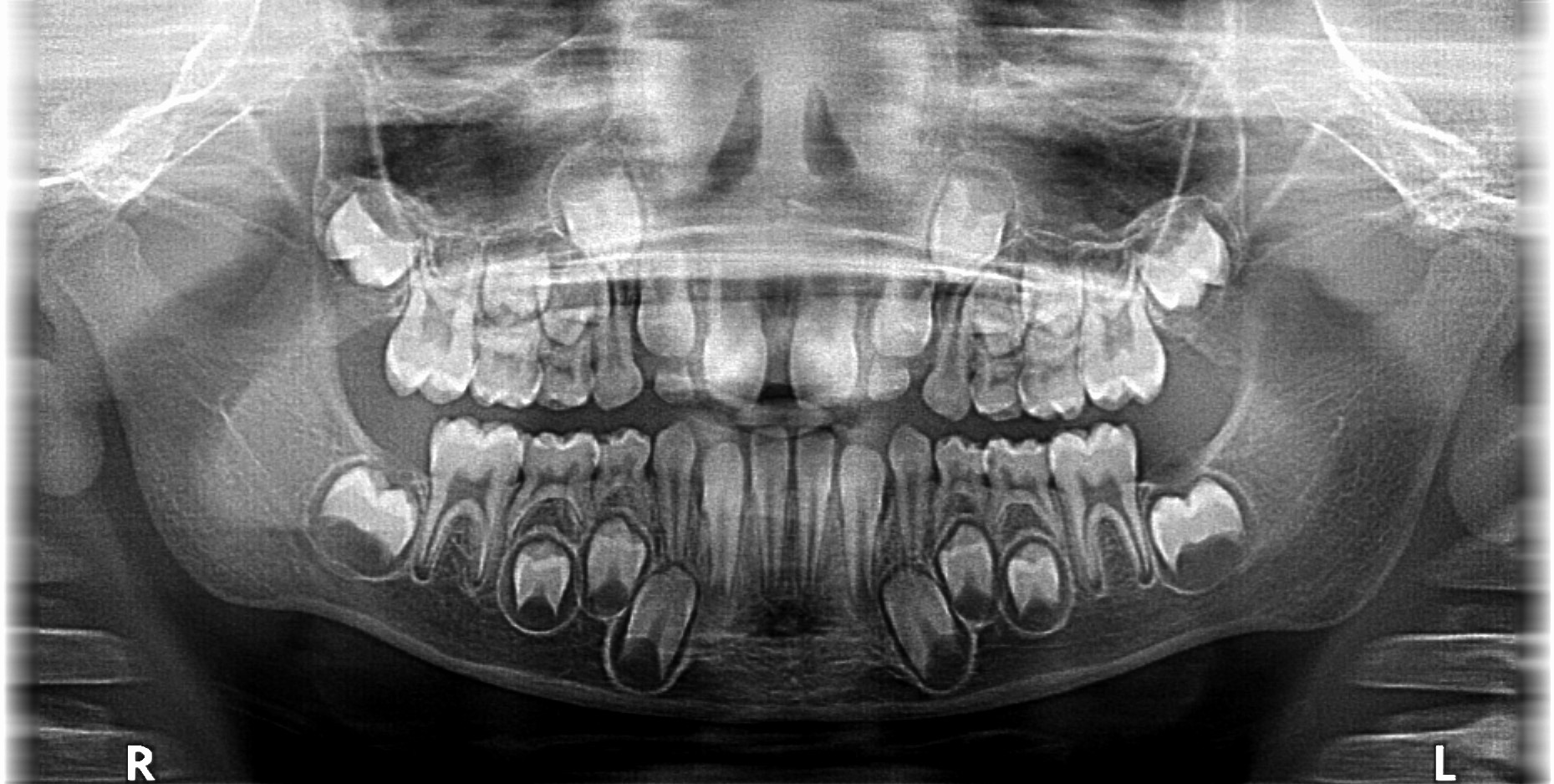
Zdjęcie pantomograficzne zębów chłopca, z widocznymi zębami mlecznymi

Zęby mleczne, czasowe (łac. dentes decidui) – pierwsze pokolenie zębów.
Zęby mleczne człowieka rosną od szóstego (pod koniec) do trzydziestego miesiąca życia. Jest ich razem dwadzieścia (po dziesięć w szczęce i w żuchwie), przy czym w uzębieniu mlecznym nie ma zębów przedtrzonowych. Ze względu na kształt koron i korzeni oraz wykonywaną czynność zęby mleczne dzielą się na trzy grupy: w połowie każdego łuku zębowego są wtedy dwa siekacze, jeden kieł i dwa trzonowce. Ich wypadanie następuje w okresie między szóstym a trzynastym rokiem życia. Pomiędzy szóstym a jedenastym-dwunastym rokiem w jamie ustnej znajdują się zarówno zęby mleczne, jak i stałe. 

## Liczba zębów mlecznych
| Zęby      | Z każdej strony | W każdym łuku zębowym | Razem w szczęce i żuchwie |
| --------- | --------------- | --------------------- | ------------------------- |
| siekacze  | 2               | 4                     | 8                         |
| kły       | 1               | 2                     | 4                         |
| trzonowce | 2               | 4                     | 8                         |
| Razem     | 5               | 10                    | 20                        |

## Erupcja i eksfoliacja

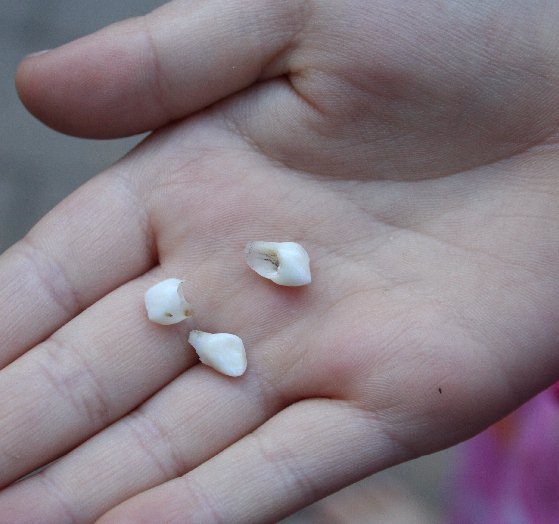
Zęby mleczne ośmioletniego dziecka

Erupcja (wyrzynanie) oraz eksfoliacja (wypadanie) zębów zachodzi u każdego człowieka w określonym dla każdego zęba momencie:
| Ząb (w notacji FDI) | Nazwa zęba                       | Erupcja     | Eksfoliacja |
| ------------------- | -------------------------------- | ----------- | ----------- |
| 51, 61              | górne pierwsze siekacze mleczne  | mies. 8–12  | rż. 6–7.    |
| 52, 62              | górne drugie siekacze mleczne    | mies. 9–13  | rż. 7–8.    |
| 53, 63              | górne kły mleczne                | mies. 16–22 | rż. 10–12.  |
| 54, 64              | górne pierwsze trzonowce mleczne | mies. 13–19 | rż. 9–11.   |
| 55, 65              | górne drugie trzonowce mleczne   | mies. 25–33 | rż. 10–12.  |
| 81, 71              | dolne pierwsze siekacze mleczne  | mies. 6–10  | rż. 6–7.    |
| 82, 72              | dolne drugie siekacze mleczne    | mies. 10–16 | rż. 7–8.    |
| 83, 73              | dolne kły mleczne                | mies. 17–23 | rż. 9–12.   |
| 84, 74              | dolne pierwsze trzonowce mleczne | mies. 14–18 | rż. 9–11.   |
| 85, 75              | dolne drugie trzonowce mleczne   | mies. 23–31 | rż. 10–12.  |

mies. – miesiąc, rż. – rok życia

## Różnice między zębami mlecznymi a stałymi
W ogólnych zarysach zęby mleczne przypominają kształtem zęby stałe. Istnieją jednak ogólne i szczególne cechy różniące je.
- Przy szyjce zębów mlecznych znajduje się wałeczek szkliwa otaczający koronę, zwany obręczą zęba (cingulum dentis).
- Korzenie zębów mlecznych są mniejsze i cieńsze niż korzenie zębów stałych, lecz w trzonowcach mlecznych są one szerzej rozstawione.
- Krzywizna korzenia w zębach mlecznych uwidacznia się w stopniu nieznacznym.
- Zęby mleczne w okresie poprzedzającym ich wypadnięcie są rozchwiane. Jest to ruchomość fizjologiczna, występująca na tle resorpcji korzeni. Podobna ruchomość zębów stałych jest objawem patologicznym.